# Pratiglione
Pratiglione est une commune italienne de la ville métropolitaine de Turin, dans la région Piémont.

## Administration
| Période                                  | Période  | Identité     | Étiquette | Qualité |
| ---------------------------------------- | -------- | ------------ | --------- | ------- |
| 14 juin 2004                             | En cours | Angelo Coppo | civica    |         |
| Les données manquantes sont à compléter. |          |              |           |         |

### Communes limitrophes
Sparone, Canischio, Valperga, Prascorsano, Corio, Forno Canavese, Rivara.